# Blerim
Blerim là một xã trong quận Pukë thuộc hạt Shkodër, Albania. Dân số năm 2005 là 1858 người.